# X Factor Sverige (2012)
Den första säsongen av X Factor Sverige hade premiär i TV4 den 9 september 2012. Säsongen avslutades 7 december. Programledare var David Hellenius. Jury/coacher är den tidigare Idol-jurymedlemmen Andreas Carlsson tillsammans med Orup, Ison Glasgow och Marie Serneholt. Vinnare blev Awa Santesson-Sey.
Under februari 2012 började TV4 visa en reklamfilm där programmets skapare Simon Cowell och den kommande programledaren David Hellenius figurerade.

## Jury & Coacher
I X Factor agerar juryn, från och med sista gallringen, även mentorer/coacher åt varsin grupp av deltagare.
- Orup (Deltagare över 25)
- Ison Glasgow (Killar under 25)
- Marie Serneholt (Sånggrupper)
- Andreas Carlsson (Tjejer under 25)

### Auditionuttagningar
Under februari och mars hölls audition på tre platser i Sverige (Stockholm, Göteborg och Malmö). De som sökte till programmet via denna audition fick uppträda inför personer från tv-produktionen och representanter från skivbolaget Sony Music.
| Datum                                  | Auditionstad | Auditionarena | Antal sökande    |
| 17 februari                            | Göteborg     | Scandinavium  | ej tillkännagett |
| 28 februari                            | Malmö        | Malmö Arena   | 750              |
| 4 mars                                 | Stockholm    | Hovet         | 3000             |
| Totalt antal sökande: ej tillkännagett |              |               |                  |

#### Andra chansen
Om man söker som soloartist utan att gå vidare får man en andra chans att delta i en audition. Om man istället söker med en nybildad grupp av personer som inte gått vidare första gången.yeey

### Audition inför coacher och publik
De personer som gick vidare från auditionuttagningarna fick komma på en andra audition under mars och april. Denna gång uppträdde man för publik samt för de den jury som syns i TV. Dessa framträdanden filmades och klipptes sedan ihop till de första avsnitten av X Faxtor.

### Bootcamp
Efter auditionuttagningarna skedde det som kallas för Bootcamp. Här fick deltagarna bland annat coachning, de fick uppträda igen samt gallrades ner till ett mindre antal deltagare. 24 deltagare gick vidare från detta steg till nästa. I slutet av Bootcamp delades deltagarna in i fyra olika grupper. Juryn blev tilldelad varsin grupp. Från och med detta moment i tävlingen fungerade jurymedlemmarna som coacher för sin tilldelade grupp.
De 24 akterna blev:
- Killar under 25 (Ison): Malcolm Brandin, Isak Danielson, Simon Issa, Adam Kanyama, Lukas Wallströmer, Oscar Zia
- Tjejer under 25 (Andreas): Sabina Ddumba, Juliette Holmqvist, Manda Nilsénius, Sara Nutti, Frida Sandén, Awa Santesson-Sey
- Deltagare över 25 (Orup): Kristin Amparo, Sofia Emefors, Alexander Holmgren, Benny Hult, Freja Modin, Christine Zakrisson
- Sånggrupper (Marie): Fusion, Hey Mary, J.E.M., Natural Blondes, NJOY, Sentiment Falls

### Sista gallringen
Här gallrades deltagarna ner till ytterligare ett mindre antal efter att de fått en mer personlig coachning. I den här delen åker varje grupp hem till sin coach (Coacherna blir tilldelad en grupp var). Här coachas de medverkande och gör ytterligare en audition för sin coach och även en gästcoach. Grupperna är "Killar under 25", "Tjejer under 25", "Deltagare över 25" och "Sånggrupper".
Varje jurymedlem fick alltså här bjuda in en känd gäst-artist/coach. Orup valde att bjuda in Eric Gadd. Leona Lewis samt rapparen Stor bjöds in av Ison. Axwell (Swedish House Mafia) bjöds in av Andreas Carlsson. Marie Serneholt valde att bjuda in gruppen E.M.D.

## Finalister
De 12 final-akterna blev följande;
     – Utslagen
| Kategori (mentor)         | Act                | Act             | Act             |
| ------------------------- | ------------------ | --------------- | --------------- |
| Killar under 25 (Ison)    | Isak Danielson     | Malcolm Brandin | Oscar Zia       |
| Tjejer under 25 (Andreas) | Awa Santesson-Sey  | Frida Sandén    | Manda Nilsénius |
| Över 25 (Orup)            | Alexander Holmgren | Benny Hult      | Freja Modin     |
| Sånggrupper (Marie)       | Hey Mary           | J.E.M.          | NJOY            |

### Vecka 1: 5 oktober 2012
1. J.E.M – Wild Ones (Flo Rida feat. Sia Furler)
2. Freja Modin – Evighet (Carola Häggkvist)
3. Awa Santesson-Sey – Call Me Maybe (Carly Rae Jepsen)
4. Isak Danielsson – Somebody That I Used to Know (Gotye)
5. Frida Sandén – Teenage Dream (Katy Perry)
6. Benny Hult – Wild Horses (Rolling Stones)
7. Malcolm Brandin –  Bredängsstil (Malcolm B)
8. Hey Mary – With Every Heartbeat (Robyn feat. Kleerup)
9. Manda Nilsénius – We Found Love (Rihanna)
10. Alexander Holmgren – Marry You (Bruno Mars)
11. NJOY – La la love (Ivi Adamou)
12. Oscar Zia – Boyfriend (Justin Bieber)

#### Duellen
Listar nedan de 2 deltagare som erhöll minst antal tittarröster och fick sjunga en andra gång.
1. Freja Modin – En dröm (Aleks)[6]
2. NJOY – Free Your Mind (En Vogue)[7]

#### Utröstningen
Den av dessa två som är markerad med mörkgrå färg är den som juryn bestämde skulle få lämna tävlingen.
| Lägst antal tittarröster              |                             |
| NJOY (röst av Orup, Andreas och Ison) | Freja Modin (röst av Marie) |

### Vecka 2: 12 oktober 2012
Loreen gästade programmet och uppträdde under röstningen sin nya singel Crying Out Your Name.
1. Benny Hult – Crazy (Seal)
2. Oscar Zia – DJ Got Us Falling in Love Again (Usher)
3. Frida Sandén – Wherever You Will Go (The Calling)
4. J.E.M. – Ghetto Superstar (Pras feat. Ol' Dirty Bastard & Mýa)
5. Freja Modin – Bara Himlen Ser På (Eric Gadd)
6. Isak Danielson – Keep On Walking (Salem Al Fakir)
7. Awa Santesson-Sey  – Mercy (Duffy)
8. Hey Mary – I Love It (Icona Pop)
9. Alexander Holmgren – The Whole of the Moon (Waterboys)
10. Manda Nilsénius – One Last Time (Agnes)
11. Malcolm Brandin – Galen (Malcolm B)

#### Duellen
Listar nedan de 2 deltagare som erhöll minst antal tittarröster och fick sjunga en andra gång.
1. Freja Modin - Genom Eld (Oskar Linnros)
2. Hey Mary – Emotion (Destiny's Child)

#### Utröstningen
Den av dessa två som är markerad med mörkgrå färg är den som juryn bestämde skulle få lämna tävlingen. Inom parentes anges vem som röstade på vilken deltagare.
| Lägst antal tittarröster                      |                         |
| Freja Modin (röst av Marie, Andreas och Ison) | Hey Mary (röst av Orup) |

### Vecka 3: 19 oktober 2012
1. Awa Santesson-Sey – MMMBop (Hanson)
2. Alexander Holmgren – Turn Me On (Kevin Lyttle)
3. Hey Mary – Nothing Compares 2U (Sinead O'Connor)
4. Oscar Zia – Danza Kuduro (Lucenzo feat. Don Omar)
5. Benny Hult – Mad World (Gary Jules)
6. Manda Nilsénius – It Feels So Good (Sonique)
7. Malcolm Brandin – Here Comes The Hotstepper (Ini Kamoze/Malcolm B)
8. Isak Danielson – You're Beautiful (James Blunt)
9. Frida Sandén – One Of Us (Joan Osbourne)
10. J.E.M. – Groove Is In The Heart (Deee-Lite)

#### Duellen
Listar nedan de 2 deltagare som erhöll minst antal tittarröster och fick sjunga en andra gång.
1. Manda Nilsénius – Wide awake (Katy Perry)
2. Frida Sandén – Skyscraper (Demi Lovato)

#### Utröstningen
Den av dessa två som är markerad med mörkgrå färg är den som juryn bestämde skulle få lämna tävlingen. Inom parentes anges vem som röstade på vilken deltagare.
| Lägst antal tittarröster                             |                 |
| Frida Sandén (röst av Orup, Marie, Andreas och Ison) | Manda Nilsénius |

### Vecka 4: 26 oktober 2012
1. Oscar Zia – When You Say Nothing at all (Ronan Keeting)
2. Benny Hult – Bad Things (True Blood)
3. Awa Santesson-Sey – Love Story (Taylor Swift)
4. Hey Mary –  I Can't Help Myself (Sugar Pie Honey Bunch) (The Four tops)
5. Malcolm Brandin – Malcolm B-thoven's femma  (Malcolm B)
6. Alexander Holmgren – Tiny Dancer (Elton John)
7. Manda Nilsénius – Bad Romance (Lady GaGa)
8. Isak Danielson – Skyfall (Adele)
9. J.E.M. – Give Me Everything (Pitbull feat. Afrojack, Nayer & Ne-Yo)

#### Duellen
Listar nedan de 2 deltagare som erhöll minst antal tittarröster och fick sjunga en andra gång.
1. Hey Mary – One night only (One Night Only)
2. Manda Nilsénius – No one (Alicia Keys)

#### Utröstningen
Den av dessa två som är markerad med mörkgrå färg är den som tittarna bestämde skulle få lämna tävlingen. Inom parentes anges vem som juryn röstade på. I programmet meddelades felaktigt att Manda fick lämna tävlingen, men efter en kontroll av tittarrösterna dagen efter blev det Hey Mary som skulle lämna tävlingen, därför beslutades att båda kommer fortsätta tävla.
| Lägst antal tittarröster            |                                          |
| Hey Mary (röst av Orup och Andreas) | Manda Nilsénius (röst av Marie och Ison) |

### Vecka 5: 2 november 2012
One Direction gästade i programmet med 2 låtar först sjung de Live while we're young och sedan sjung de What Makes You Beautiful.
1. Isak Danielson – Dancing on my own Från och med du (Robyn/Oskar Linnros)
2. Benny Hult – Don't you worry child (Swedish House Mafia)
3. Hey Mary – Eternal flame (The Bangles)
4. Awa Santesson-Sey – Upside down (Diana Ross)
5. Malcolm Brandin – Fest på röda linjen (Malcolm B)
6. Manda Nilsénius –  If I were a boy (Beyoncé)
7. Alexander Holmgren – Lemon tree (Fool's Garden)
8. Oscar Zia – Moves like Jagger (Maroon 5)
9. J.E.M. – On the floor (Jennifer Lopez feat. Pitbull)

#### Duellen
Resultaten slås ihop med förra veckan och den tävlande med minst röster kommer direkt att få lämna programmet, de två som hamnade bakom sista plats kommer att få köra en duell och får sjunga en andra gång.
1. Alexander Holmgren – All right now (Free)
2. Oscar Zia – It will rain (Bruno Mars)

#### Utröstningen
Den tävlande med minst röster kommer direkt att få lämna programmet, de två som hamnade bakom sista plats får köra en duell, den första fick minst tittarröster under programmet tillsammans med förra gången. Den andra markerad med mörkgrå färg är den som juryn bestämde skulle få lämna tävlingen. Inom parentes anges vem som röstade på vilken deltagare.
| Lägst antal tittarröster |                                      |                                             |
| Hey Mary (Tittarnas val) | Oscar Zia (Röst av Orup och Andreas) | Alexander Holmgren (Röst av Ison och Marie) |

### Vecka 6: 9 november 2012
Danny gästade programmet och sjung en låt Delirious
1. J.E.M. – Me and my drum (Swingfly)
2. Awa Santesson-Sey – Måndagsbarn (Veronica Maggio)
3. Benny Hult – Longing for Lullabies (Kleerup feat. Titiyo)
4. Malcolm Brandin – Tar det tillbaka (Petter)
5. Alexander Holmgren – Happyland (Amanda Jenssen)
6. Manda Nilsénius – Listen to your heart (Roxette)
7. Isak Danielson – Silhouettes (Avicii)

#### Duellen
Listar nedan de 2 deltagare som erhöll minst antal tittarröster och fick sjunga en andra gång.
1. J.E.M. – Nothin on you (B.o.B)
2. Manda Nilsénius – Oops.. I did it again (Britney Spears)

#### Utröstningen
Den av dessa två som är markerad med mörkgrå färg är den som tittarna bestämde skulle få lämna tävlingen. Inom parentes anges vem i juryn som röstade på vilken deltagare.
| Lägst antal tittarröster                 |                                  |
| Manda Nilsénius (röst av Marie och Ison) | J.E.M (röst av Andreas och Orup) |

### Vecka 7: 16 november 2012
Olly Murs gästade i X factor och sjöng Heart Skips a Beat och Troublemaker.
1. Isak Danielson – Feeling good (Nina Simone)
2. Alexander Holmgren – Smells like teen spirit (Nirvana)
3. J.E.M. – Turn your lights down low (Bob Marley)
4. Malcolm Brandin – Jag saknar dig (Malcom B)
5. Awa Santesson-Sey – Blame it on the boogie (Jackson 5)
6. Benny Hult – What's going on (Marvin Gaye)

#### Duellen
Listar nedan de 2 deltagare som erhöll minst antal tittarröster och fick sjunga en andra gång.
1. Isak Danielson – I was here (Beyoncé)
2. Alexander Holmgren – Signed, Sealed, Delivered I'm Yours (Stevie Wonder)

#### Utröstningen
Den av dessa två som är markerad med mörkgrå färg är den som tittarna bestämde skulle få lämna tävlingen. Inom parentes anges vem som röstade på vilken deltagare.
| Lägst antal tittarröster                    |                                           |
| Alexander Holmgren (röst av Ison och Marie) | Isak Danielson (röst av Orup och Andreas) |

### Vecka 8: 23 november 2012

#### Rond 1
1. J.E.M. – I gotta feeling (Black Eyed Peas)
2. Isak Danielson – Ordinary people (John Legend)
3. Awa Santesson-Sey – You keep me hangin' On (The Supremes)
4. Benny Hult – If you don't know me by now (Simply Red)
5. Malcolm Brandin – Bästa som jag vet (Drake)

#### Rond 2
1. J.E.M. –  Starships (Nicki Minaj)
2. Isak Danielson – 9 to 5 (Dolly Parton)
3. Awa Santesson-Sey – Crazy in love (Beyoncé)
4. Benny Hult – Bed of roses (Bon Jovi)
5. Malcolm Brandin – Everything is everything (Lauryn Hill)

#### Duellen
Listar nedan de 2 deltagare som erhöll minst antal tittarröster och fick sjunga en andra gång.
1. J.E.M. – Airplanes (B.o.B.)
2. Malcolm Brandin – Låt (Original artist)

#### Utröstningen
Den av dessa två som är markerad med mörkgrå färg är den som tittarna bestämde skulle få lämna tävlingen. Inom parentes anges vem i juryn som röstade på vilken deltagare.
| Lägst antal tittarröster                       |                       |
| Malcolm Brandin (röst av Marie, Orup, Andreas) | J.E.M. (röst av Ison) |

### Vecka 9: 30 november 2012

#### Rond 1
1. J.E.M. – Wild ones (Flo Rida feat. Sia Furler)
2. Isak Danielson – Skyfall (Adele)
3. Benny Hult – Don't you worry child (Swedish House Mafia)
4. Awa Santesson-Sey – Mercy (Duffy)

#### Rond 2
1. J.E.M. – Alone again (Alyssa Reid feat. P. Reign & Jump Smokers)
2. Isak Danielson – Viva la vida (Coldplay)
3. Benny Hult – Halo (Beyoncé)
4. Awa Santesson-Sey –  Jump (Girls Aloud)

#### Duellen
Listar nedan de 2 deltagare som erhöll minst antal tittarröster och fick sjunga en andra gång.
1. J.E.M. – Written in the stars (Tinie Tempah feat. Eric Turner)
2. Isak – Read all about it (Part III) (Emeli Sandé)

#### Utröstningen
Den av dessa två som är markerad med mörkgrå färg är den som tittarna bestämde skulle få lämna tävlingen.
| Lägst antal tittarröster |      |
| J.E.M.                   | Isak |

### Vecka 10 (Finalen): 7 december 2012

#### Rond 1
1. Awa Santesson-Sey – Independent Women (Destiny's Child)
2. Isak Danielson – Titanium (David Guetta feat Sia Furler)
3. Benny Hult – Ain't no mountain high enough (Marvin Gaye och Tammi Tyrell)

#### Rond 2
1. Awa Santesson-Sey och Loreen – My heart is refusing me (Loreen)
2. Isak Danielson och Ronan Keating – Life is a roller coaster (Ronan Keating)
3. Benny Hult och Orup – Hungry heart (Springsteen)

#### Duellen
Listar nedan de 2 deltagare som erhöll mest antal tittarröster och fick sjunga en tredje gång.
1. Awa Santesson-Sey – You can't hurry love (Supremes)
2. Isak Danielson – My same (Adele)
3. Benny Hult – Love you more than you'll ever know (Michael Ruff)

#### Resultat
Den av dessa tre som är markerad med mörkgrå färg är den som vann X Factor.
| Resultat       |            |                   |
| Isak Danielson | Benny Hult | Awa Santesson-Sey |

## Avsnittslista
| Avsnittslista | Avsnittslista      | Avsnittslista   | Avsnittslista            | Avsnittslista     | Avsnittslista            | Avsnittslista         |
| Avsnitt       | Namn               | Längd (minuter) | Sändningstid (klockslag) | Sändningsdatum    | Antal tittare (tusental) | Rankning tittartoppen |
| ------------- | ------------------ | --------------- | ------------------------ | ----------------- | ------------------------ | --------------------- |
| 1             | Audition Göteborg  | 60              | 20.00-21.00              | 16 september 2012 | ej avgjort               | ej avgjort            |
| 2             | Audition Göteborg  | 60              | 20.00-21.00              | 10 september 2012 | ej avgjort               | ej avgjort            |
| 3             | Audition Malmö     | 60              | 20.00-21.00              | 16 september 2012 | ej avgjort               | ej avgjort            |
| 4             | Audition Malmö     | 60              | 20.00-21.00              | 17 september 2012 | ej avgjort               | ej avgjort            |
| 5             | Audition Stockholm | 60              | 20.00-21.00              | 18 september 2012 | ej avgjort               | ej avgjort            |
| 6             | Audition Stockholm | 60              | 20.00-21.00              | 23 september 2012 | ej avgjort               | ej avgjort            |
| 7             | Bootcamp           | 60              | 20.00-21.00              | 24 september 2012 | ej avgjort               | ej avgjort            |
| 8             | Bootcamp           | 60              | 20.00-21.00              | 25 september 2012 | ej avgjort               | ej avgjort            |
| 9             | Sista gallringen   | 60              | 20.00-21.00              | 30 september 2012 | ej avgjort               | ej avgjort            |
| 10            | Sista gallringen   | 60              | 20.00-21.00              | 1 oktober 2012    | ej avgjort               | ej avgjort            |
| 11            | Sista gallringen   | 60              | 20.00-21.00              | 2 oktober 2012    | ej avgjort               | ej avgjort            |
| 12.1          | Veckofinal 1       | 90              | 20.00-21.30              | 5 oktober 2012    | ej avgjort               | ej avgjort            |
| 12.2          | Resultatprogram    | 30              | 22.15-22.45              | 5 oktober 2012    | ej avgjort               | ej avgjort            |
| 12.3          | Xtra Factor        | 30              | 23.00-23.30              | 5 oktober 2012    | ej avgjort               | ej avgjort            |
| 13.1          | Veckofinal 2       | 90              | 20.00-21.30              | 12 oktober 2012   | ej avgjort               | ej avgjort            |
| 13.2          | Resultatprogram    | 30              | 22.15-22.45              | 12 oktober 2012   | ej avgjort               | ej avgjort            |
| 13.3          | Xtra Factor        | 30              | 23.00-23.30              | 12 oktober 2012   | ej avgjort               | ej avgjort            |
| 14.1          | Veckofinal 3       | 90              | 20.00-21.30              | 19 oktober 2012   | ej avgjort               | ej avgjort            |
| 14.2          | Resultatprogram    | 30              | 22.15-22.45              | 19 oktober 2012   | ej avgjort               | ej avgjort            |
| 14.3          | Xtra Factor        | 30              | 23.00-23.30              | 19 oktober 2012   | ej avgjort               | ej avgjort            |
| 15.1          | Veckofinal 4       | 90              | 20.00-21.30              | 26 oktober 2012   | ej avgjort               | ej avgjort            |
| 15.2          | Resultatprogram    | 30              | 22.15-22.45              | 26 oktober 2012   | ej avgjort               | ej avgjort            |
| 15.3          | Xtra Factor        | 30              | 23.00-23.30              | 26 oktober 2012   | ej avgjort               | ej avgjort            |
| 16.1          | Veckofinal 5       | 90              | 20.00-21.30              | 2 november 2012   | ej avgjort               | ej avgjort            |
| 16.2          | Resultatprogram    | 30              | 22.15-22.45              | 2 november 2012   | ej avgjort               | ej avgjort            |
| 16.3          | Xtra Factor        | 30              | 23.00-23.30              | 2 november 2012   | ej avgjort               | ej avgjort            |
| 17.1          | Veckofinal 6       | 90              | 20.00-21.30              | 9 november 2012   | ej avgjort               | ej avgjort            |
| 17.2          | Resultatprogram    | 30              | 22.15-22.45              | 9 november 2012   | ej avgjort               | ej avgjort            |
| 17.3          | Xtra Factor        | 30              | 23.00-23.30              | 9 november 2012   | ej avgjort               | ej avgjort            |
| 18.1          | Veckofinal 7       | 90              | 20.00-21.30              | 16 november 2012  | ej avgjort               | ej avgjort            |
| 18.2          | Resultatprogram    | 30              | 22.15-22.45              | 16 november 2012  | ej avgjort               | ej avgjort            |
| 18.3          | Xtra Factor        | 30              | 23.00-23.30              | 16 november 2012  | ej avgjort               | ej avgjort            |
| 19.1          | Veckofinal 8       | 90              | 20.00-21.30              | 23 november 2012  | ej avgjort               | ej avgjort            |
| 19.2          | Resultatprogram    | 30              | 22.15-22.45              | 23 november 2012  | ej avgjort               | ej avgjort            |
| 19.3          | Xtra Factor        | 30              | 23.00-23.30              | 23 november 2012  | ej avgjort               | ej avgjort            |
| 20.1          | Veckofinal 9       | 90              | 20.00-21.30              | 30 november 2012  | ej avgjort               | ej avgjort            |
| 20.2          | Resultatprogram    | 30              | 22.15-22.45              | 30 november 2012  | ej avgjort               | ej avgjort            |
| 20.3          | Xtra Factor        | 30              | 23.00-23.30              | 30 november 2012  | ej avgjort               | ej avgjort            |
| 21.1          | Finalen            | 90              | 20.00-21.30              | 7 december 2012   | ej avgjort               | ej avgjort            |
| 21.2          | Resultatprogram    | 30              | 22.15-22.45              | 7 december 2012   | ej avgjort               | ej avgjort            |
| 21.3          | Xtra Factor        | 30              | 22.45-23.15              | 7 december 2012   | ej avgjort               | ej avgjort            |